# Kamov Ka-15
Il Kamov Ka-15 (in caratteri cirillici Камов Ка-15, nome in codice NATO Hen) è un elicottero utility biposto con rotori controrotanti a tre pale, progettato dall'OKB 938 diretto da Nikolaj Il'ič Kamov e sviluppato in Unione Sovietica nei primi anni cinquanta.
Portato in volo per la prima volta nel 14 aprile 1953, ai comandi del pilota collaudatore D.K. Yefremov, il progetto fu approvato nel 1955 e l'elicottero entrò in produzione l'anno seguente nella fabbrica No.99 di Ulan-Udė.
Precursore del Ka-18, era equipaggiato con un motore Ivchenko AI-14V. L'elicottero era principalmente utilizzato per scopi di pattugliamento delle zone boschive, compiti legati all'agricoltura e al controllo delle attività nel settore della pesca.

## Varianti
Ka-15
Elicottero utility a due posti utilizzato dalla Marina Sovietica.
Ka-15M
Elicottero utility a due posti. Versione civile del Ka-15.

## Utilizzatori

### Civili
Unione Sovietica
- Aeroflot[3]

### Militari
Unione Sovietica
- Aviacija voenno-morskogo flota